# Santíssimo Redentor e Santo Afonso na Via Merulana (título cardinalício)
Santíssimo Redentor e Santo Afonso na Via Merulana (em latim, Ssmi Redemptoris et S. Alfonsi in Exquiliis) é um título cardinalício instituído pelo Papa João XXIII em 30 de dezembro de 1960, pela constituição apostólica Plurima.
Sua igreja titular é Sant'Alfonso di Liguori all'Esquilino.

## Titulares protetores
- Joseph Elmer Ritter (1961-1967)
- José Clemente Maurer, C.SS.R. (1967-1990)
- Anthony Bevilacqua (1991-2012)
- Vincent Nichols (desde 2014)